# Лексикология
Лексикология (от др.-греч. λέξις — слово, выражение, λόγος — наука, суждение) — раздел лингвистики, изучающий лексику. Лексикология делится на общую и частную. Частная лексикология изучает лексический состав какого-либо конкретного языка. В лексикологии рассматриваются:
- слово и его значение;
- система взаимоотношений слов;
- история формирования современной лексики;
- функционально-стилевое различие слов в разных сферах речи.

Объектом изучения является слово. Оно изучается также в морфологии и словообразовании. Однако если в них слова оказываются средством для изучения грамматического строя и словообразовательных моделей и правил языка, то в лексикологии слова изучаются для познания самих слов, а также словарного состава языка (лексики). Так как лексика является не просто суммой слов, а определённой системой взаимоотносительных и взаимосвязанных фактов, то лексикология предстаёт как наука не об отдельных словах, а о лексической системе языка в целом.
Предмет лексикологии:
- Слово с точки зрения теории слова. Например как значение слова соотносится с понятием. Какова роль слова в тексте и в языке.
- Структура словарного состава языка. То есть: как лексические единицы соотносятся (в каких они отношениях).
- Функционирование лексических единиц. Сочетаемость слов, частотность употребления и т. д.
- Пути пополнения словарного состава языка. Как создаются новые слова и как формируются новые значения у слов.
- Соотношения лексики и внеязыковой действительности. Например, как лексика может соотноситься с культурой.

## Разделы лексикологии
Разделы лексикологии:
- 1) Ономасиология (др.-греч. ὄνομα имя, др.-греч. λόγος суждение) — исследует процесс называния предметов.
- 2) Семасиология (др.-греч. σημασία знак, значение, др.-греч. λόγος суждение) — исследует значение слов и словосочетаний. Отвечает на вопрос, как в словах отображается внеязыковая действительность.
- 3) Фразеология (др.-греч. φράσις способ выражения, др.-греч. λόγος суждение) — изучает фразеологический состав языка, отношение слов между собой и с другими единицами языка.
- 4) Ономастика (др.-греч. ὀνομαστική букв. — искусство давать имена) — изучает уже существующие имена собственные в широком смысле слова: а) топонимика — изучает географические названия; б) антропонимика — изучает имена и фамилии людей.
- 5) Этимология (др.-греч. ἔτυμον первоначальное значение [слова]) — изучает происхождение слов и словарного состава в целом.
- 6) Лексикография — занимается теорией и практикой составления словарей.
- 7) Стилистика — изучает коннотативное значение слов и выражений.